# Kiripi Katembo Siku
Kiripi Katembo Siku, connu  également comme Kiripi Katembo, né le 20 juin 1979 à Goma et mort le 5 août 2015 à Kinshasa, est un réalisateur, photographe et producteur congolais, particulièrement connu pour ses photographies de Kinshasa, qui en documentent la vie quotidienne et lui valent le surnom de « maître du reflet », ses œuvres étant qualifiées par Laurent Wolf d'« images urbaines éclatées d’objets et de personnages perdus dans des reflets ».

## Biographie
Au cours de ses études à l'Académie des beaux-arts de Kinshasa, il s'intéresse d'abord à la peinture,, puis réalise en 2008 avec un téléphone portable un premier film expérimental, Voiture en carton, sélectionné au Festival Pocket Films, et diffusé sur CNN. Pour ce film,  Kiripi Katembo attache un téléphone mobile en train de fimer à une voiture jouet, tirée par une enfant dans les rues de Kinshasa. La même année, il crée avec Rhunod Panzu, Roger Kangudia et Tange Shongo le collectif de vidéastes et de photographes Yebela qui réalisent des projets sur le quotidien kinois. 
En 2008 et 2009, il réalise la série de photographies de reflets dans des flaques d'eau intitulée Un regard, qui, exposée à la Biennale de Bamako en 2011, en même temps que son film Après mine est présenté, y reçoit le prix de la Fondation Blachère,, avant d'être exposée en Belgique, en France et en Allemagne,. Pur ces photos, « il photographie les flaques d’eau et les reflets humains et architecturaux qui en découlent. Les photos sont ensuite exposées à l’envers, brouillant un peu plus les repères du regard puisque les perspectives et couleurs deviennent quasi-surréalistes tout en étant ancrées dans une réalité bien palpable ».
En 2010, est distribué le documentaire collectif Congo In Four Acts, dont il a réalisé deux des quatre films, Symphony Kinshasa et Après mine, qui reçoivent tous deux le prix du meilleur film court documentaire aux Africa Movie Academy Awards de Lagos en 2011,. Il est également, pour ce film, le premier artiste congolais invité à la Berlinale pour y présenter le film, mais l'ambassade d'Allemagne au Congo refuse de lui délivrer un visa. La même année, pour la série Mutations, il photographie en vue plongeante les villes de Kinshasa, Brazzaville et Ostende. Il est second assistant réalisateur de Viva Riva ! de Djo Tunda Wa Munga en 2010 et  de Rebelle de Kim Nguyen en 2012. 
Il illustre en 2013 l'affiche du Festival d'Avignon,,. La même année, il produit à travers la société Mutotu Productions, créée avec ses revenus d'artiste, le documentaire Atalaku de Dieudo Hamadi, qui reçoit le prix Joris Ivens du Cinéma du réel. En 2014, il crée la biennale d'art contemporain Yango, qui regroupe une trentaine d'artistes à Kinshasa pour sa première édition,.
Il meurt d'une malaria cérébrale en 2015, alors que plusieurs de ses photographies sont exposées à la Fondation Cartier.